# Sprachdeprivation bei gehörlosen und schwerhörigen Kindern
Die Sprachdeprivation bei gehörlosen und schwerhörigen Kindern ist eine Verzögerung der Sprachentwicklung, die auftritt, wenn ein gehörloses oder schwerhöriges Kind in den ersten Lebensjahren (der sogenannten kritischen oder sensiblen Phase) nicht ausreichend mit Sprache in Berührung kommt, sei es in gesprochener oder Gebärdensprache. Frühzeitiges Eingreifen, die Einbeziehung der Eltern und andere Ressourcen tragen dazu bei, Sprachentzug vorzubeugen. Kinder mit eingeschränktem Zugang zu Sprache – gesprochen oder in Gebärdensprache – entwickeln möglicherweise nicht die notwendigen Fähigkeiten, um sich erfolgreich in die akademische Lernumgebung zu integrieren. Es gibt verschiedene pädagogische Ansätze für den Unterricht gehörloser und schwerhöriger Personen. Entscheidungen über den Sprachunterricht hängen von mehreren Faktoren ab, unter anderem vom Ausmaß des Hörverlusts, der Verfügbarkeit von Programmen und der Familiendynamik.

## Zugang zur Sprache

### Typische Sprachentwicklung bei gehörlosen und schwerhörigen Kindern
Ähnliche sprachliche Meilensteine finden sich sowohl bei Gebärden- als auch bei Lautsprachen. Ein eingeschränkter Zugang zur Sprache kann zu Verhaltensproblemen führen, da das Kind keine Möglichkeit hat, seine Wünsche oder Bedürfnisse auszudrücken. Sprachmangel kann auch die neurologische Entwicklung beeinträchtigen. Für die Entwicklung altersgerechter Fähigkeiten sind Zeitpunkt und Qualität des Sprachkontakts wichtiger als der Hörstatus.

### Technologie und Interventionen
Mit den derzeit verfügbaren Technologien und Interventionen können Kinder wahrscheinlich die für ihr Alter erwarteten Fähigkeiten in der gesprochenen Sprache entwickeln. Technologien wie Cochlea-Implantate, Hörgeräte und knochenverankerte Hörgeräte können möglicherweise den Zugang zur gesprochenen Sprache ermöglichen. Dieser Zugang kann von Person zu Person sehr unterschiedlich sein, aufgrund von Faktoren wie Ursache und Schwere der Taubheit, dem Alter, in dem Hörtechnologien eingeführt werden, und der Dauer des Kontakts mit der Sprache. Logopädie, Audiologie und andere Dienste können dazu beitragen, den durch Hörtechnologien gebotenen Zugang zu maximieren. Selbst bei Kindern, die Hörtechnologien verwenden, spielt das Alter, in dem sie mit Sprache (sei es visuell oder gesprochen) in Berührung gekommen sind, eine Rolle dabei, wie sehr sie von der Technologie profitieren. Allerdings ist Sprechen nicht die einzige Kommunikationsmöglichkeit für gehörlose und schwerhörige Kinder. Der Kontakt mit Sprache, sei es in Gebärden- oder Lautsprache, von Geburt an baut und stärkt Hirngewebe, das später in verschiedenen Sprachkontexten eingesetzt werden kann. Wenn sich die Person beispielsweise später einer Operation zur Implantation eines Cochlea-Implantats unterzieht, kann der Sprachkontakt von Geburt an ein wichtiger Faktor für den durch das Implantat unterstützten Spracherwerb sein.
Allzu oft folgen gehörlose und schwerhörige Kinder jedoch nicht dem typischen Zeitplan für die Sprachentwicklung. Wenn einem Kind von Anfang an die Sprache vorenthalten wird, kann es beim Erreichen von Meilensteinen dramatisch hinter seinen Altersgenossen zurückbleiben. Dies kann das Lernen für den Rest des Lebens beeinträchtigen.

### Alter und Qualität des Sprachkontakts
Die ersten fünf Lebensjahre eines Kindes sind eine kritische Zeit für die kognitive Entwicklung und die Etablierung der Muttersprache. Diese kritische Phase gilt als die Zeit, in der das Gehirn in den ersten Lebensjahren am besten auf die Sprachentwicklung vorbereitet ist. Diese kritische Phase wird auch als sensible Phase der Sprachentwicklung oder als Spracherwerbsfenster bezeichnet. Studien über Schlaganfälle im Kindesalter und die typische Sprachentwicklung haben eine kritische Phase für den Spracherwerb aufgedeckt. Nach dieser kritischen Phase des Spracherwerbs ist es immer noch äußerst mühsam und anstrengend, eine Muttersprache zu beherrschen. Nach fünf Jahren ist eine Sprachentwicklung nicht unmöglich, sie wird aber wahrscheinlich die kognitiven und linguistischen Merkmale von Sprachentzug aufweisen.
Zeitpunkt und Qualität des Sprachexpositionsvorgangs, nicht die verwendete Sprache oder wie viele Sprachen verwendet werden, sind die wichtigsten Faktoren bei der Bestimmung von Sprach- und Lesekompetenzergebnissen. Wenn gehörlose und schwerhörige Kinder innerhalb eines Zeitrahmens, der dem ihrer hörenden Altersgenossen entspricht, vollständig der natürlichen Sprache ausgesetzt sind, erwerben sie die Sprache entlang entsprechender Meilensteine. Dieser Zeitrahmen umfasst das Plappern mit etwa 10 Monaten und die ersten Gebärden mit etwa einem Jahr. Der vollständige Zeitrahmen von Kindern, die Gebärden verwenden, wurde von Gallaudet University Press veröffentlicht und ist eine Ressource, die Eltern gehörloser Kinder verwenden können, um die Sprachentwicklung ihres Kindes zu verfolgen, die Meilensteine wie das Folgen des Blicks, Zeigen und Nachahmen von Handformen umfasst. Diese Ressource ist einzigartig, weil sie für gehörlose und schwerhörige Kinder normiert ist und verwendet werden kann, um die Erwartungen der Eltern in Bezug auf die Sprachfortschritte ihres Kindes festzulegen.

### Kritische Periode
Die kritische Phase der Sprachentwicklung ist für gehörlose Menschen wichtig. Gehörlose, die in jungen Jahren nicht mit Gebärdensprache in Berührung kommen, erreichen im Laufe ihrer Entwicklung keine vollständige Sprachkompetenz. Inkonsistenzen beim Kontakt mit einer natürlichen Sprache während dieser kritischen Phase des Spracherwerbs können zu anhaltenden Symptomen führen, die als Sprachentzugssyndrom bezeichnet werden. Zu den Symptomen des Sprachentzugssyndroms zählen Sprachstörungen (z. B. mangelnde Beherrschung der Muttersprache), Wissenslücken über die sie umgebende Welt, abnormales Denken, Stimmungs- und/oder Verhaltensstörungen sowie Verzögerungen bei der Schul- und Lese- und Schreibfähigkeit. Es wurde festgestellt, dass gehörlose Menschen, die die Gebärdensprache nach dem fünften Lebensjahr erlernten, bei weitem nicht so kompetent waren wie gehörlose Menschen, die von Geburt an mit der Gebärdensprache in Berührung kamen.

#### Missverständnisse über die kritische Phase
Ein Irrtum ist, dass gehörlose Kinder benachteiligt seien, da sie keinen Zugang zu auditiven Reizen hätten und Gehörlosigkeit deshalb zu einer verzögerten Entwicklung führe. Aus diesem Grund wird normalerweise empfohlen, gehörlosen Kindern den Schwerpunkt auf die auditive Spracherfahrung zu legen. Allerdings ist nicht Gehörlosigkeit oder der Mangel an auditiven Reizen eine Ursache für eine verzögerte Entwicklung, sondern Sprachdefizit. Schwerhörige Kinder, die früh mit einer visuellen Gebärdensprache in Berührung gekommen sind, verfügen über ein hohes Maß an Sprachorganisation. Wenn die Entwicklung der Lautsprache gewünscht wird, können Hörtechnologien (Hörgeräte oder Cochlea-Implantate) helfen, aber der Gesamtprozess wird verbessert, wenn sie mit Gebärdensprache kombiniert werden. Der Nutzen dieser Geräte für verschiedene Schwerhörige und Gehörlose ist sehr unterschiedlich und garantiert kein besseres Hörverständnis oder bessere Sprechfähigkeit.
Andere Studien befassen sich mit den neurologischen Unterschieden zwischen Personen mit und ohne Sprachentzug. Die ersten fünf Lebensjahre sind grundlegend für viele Fähigkeiten, da das Gehirn die neuronalen Verbindungen und Prozesse entwickelt, auf denen in den kommenden Jahren aufgebaut wird. Ohne vollständigen Zugang und Kontakt mit natürlicher Sprache während dieser kritischen Phase verfügt das Gehirn nicht über die erforderlichen Werkzeuge, um das typische Gerüst für die Verarbeitung und Produktion von Sprache aufzubauen. Sprachentzug wiederum kann zu Anomalien in anderen Bereichen der kognitiven Funktionen führen, insbesondere bei der Etablierung von Konzepten, der Verarbeitung von Dingen in einer festgelegten Reihenfolge und den exekutiven Funktionen. Ähnliche Ergebnisse wurden bei gehörlosen Personen beobachtet. Sprachentzug beeinflusste veränderte neuronale Aktivierungsmuster bei gehörlosen Personen, die später mit Gebärdensprache in Berührung kamen, im Vergleich zu gehörlosen Personen, die eine typische Sprachentwicklung durchliefen.

### Spracherwerb bei gehörlosen Kindern
Die meisten Kinder erlernen ihre Muttersprache auf ganz natürliche Weise in jungen Jahren. Während die Lautsprache für normal hörende Kinder allgegenwärtig ist, haben gehörlose Kinder von Geburt an keinen Zugang dazu. Weniger als 10 % der Kinder mit Hörverlust werden in gehörlosen Familien geboren, die Gebärdensprache als primäres Kommunikationsmittel verwenden. Gebärdensprachen sind natürliche Sprachen mit ähnlichen linguistischen Merkmalen wie Lautsprachen, und die Entwicklungsmeilensteine sind denen von Lautsprachen ähnlich. Taube und schwerhörige Kinder mit gehörlosen Eltern, die mit ihnen gebärden, erleben Sprache also von Geburt an, wie sich hörende Kinder auch entwickeln. Um erfolgreich zu sein, müssen Kinder mindestens eine Sprache (gesprochen oder gebärdend) erwerben. Einige Forscher und Praktiker raten Familien, sich ausschließlich auf die Lautsprache zu konzentrieren. Es gibt auch Hinweise darauf, dass natürliche Gebärdensprachen für gehörlose und schwerhörige Kinder von Vorteil sind.

### Inzidentelles Lernen und Zugang zu Wissen
Wenn Hörende Informationen auf eine Art und Weise miteinander teilen, die für Gehörlose nicht zugänglich ist, sind die Gehörlosen nicht an beiläufigen Lernerfahrungen beteiligt. Unter beiläufigem Lernen versteht man jedes unaufgeforderte, ungeplante oder unbeabsichtigte Lernen. Hörende Kinder lernen normalerweise beiläufig, wenn sie Gespräche zwischen anderen Familienmitgliedern im Haushalt belauschen. Diese Art des Lernens findet in der alltäglichen Kommunikation statt, einschließlich Gefühlsausdruck, Umgang mit Streitigkeiten und Bewältigung von Auslösern. Das Sprachentzugssyndrom in Verbindung mit dem Fehlen dieser alltäglichen beiläufigen Lernerfahrungen kann sich auf die geistige und körperliche Gesundheit sowie auf den akademischen Fortschritt auswirken. Ein Mangel an beiläufigem Lernen kann auch den allgemeinen Wissensschatz und die Auffassungsgabe einer Person einschränken, die sie zum Erlernen und Verstehen der Welt um sie herum verwendet. Ohne den Wissensschatz und die Sprachkompetenzen, die hörende Kinder normalerweise aufweisen, können gehörlose und schwerhörige Kinder in der Schule bereits einen Rückstand gegenüber ihren Altersgenossen aufweisen. Dieser Trend kann sich fortsetzen, wenn sie die Schuljahre damit verbringen, das zu lernen, was ihre hörenden Altersgenossen vor der Einschulung mühelos zu Hause gelernt haben. Beiläufiges Lernen ist für gehörlose und schwerhörige Kinder möglich, wenn die Familie eine Sprache verwendet, die für alle Familienmitglieder vollständig verständlich ist, und das Kind mit atypischem Hörvermögen direkt und indirekt in die Familienkommunikation einbezieht.

### Frühzeitig zugängliche Kommunikation
Wie wichtig eine frühe, zugängliche Kommunikation mit der Familie und Gleichaltrigen ist, zeigt sich am „Esstisch-Syndrom“ (Dinner-Table-Syndrom), der Erfahrung, gesprochene Gespräche zwischen anderen Familienmitgliedern zu beobachten und diese Gespräche nicht zu verstehen. Statistiken zufolge werden 90 bis 95 % der gehörlosen Kinder von hörenden Eltern geboren. Sie können also häufig von diesem Phänomen betroffen sein, wenn ihre Familie die Gebärdensprache nicht in ihre Kommunikation einbezieht. Diese Eltern sind möglicherweise mit der Gehörlosenkultur nicht vertraut und wissen häufig nicht, welche Kommunikationsmethoden ihren Kindern am besten dabei helfen können, sich zu nützlichen Mitgliedern der Gesellschaft zu entwickeln. Die berühmte gehörlose Künstlerin Susan Dupor malte ein Kunstwerk mit dem Titel „Family Dog“, um diese Erfahrung darzustellen. Ihr Kunstwerk stellt das Gefühl der Isolation dar, das man als Gehörloser in einer ausschließlich hörenden Familie empfindet. Dieses Gemälde sollte die Sichtweisen der gehörlosen Familienmitglieder hervorheben, wobei die verschwommenen Gesichter der Familie metaphorisch die Schwierigkeiten des Lippenlesens darstellen. Nur 30–45 % der englischen Sprache können allein durch Lippenlesen verstanden werden. In diesen Situationen sind gehörlose Kinder nicht in der Lage, an Gesprächen teilzunehmen, ohne eine allgemein zugängliche Sprache zu verwenden. Ähnliche Erfahrungen treten bei sozialen Kontakten auf, bei denen gehörlose Personen nicht über eine gesprochene Sprache mit anderen Personen kommunizieren können.

## Prävention

### Sprache

#### Modalität
Wenn es um die Prävention von Sprachverlust geht, spielt die Modalität, in diesem Fall die Verwendung von Laut- oder Gebärdensprache, für das Gehirn keine Rolle, solange diese vollständig zugänglich ist. Studien von Dr. Laura-Ann Petitto zeigen, dass das für die Sprache verwendete Hirngewebe sowohl akustische als auch visuelle Eingaben akzeptiert, um Sprachbahnen zu entwickeln. Dies liegt daran, dass sich das Gehirn auf Muster in der Sprache konzentriert, sei es ein Muster von Lauten oder ein Muster von Handbewegungen. Der Zugriff auf die gesamte Bandbreite der in einer Sprache eingebetteten Muster ist der Schlüssel zur Entwicklung starker Sprachbahnen im Gehirn. Die als Reaktion auf sprachliche Eingaben entwickelten Gehirnverbindungen können dann genutzt werden, wenn das Kind einer zweiten Sprache ausgesetzt wird. Selbst in Fällen, in denen das Gehirn absolut keine akustischen Eingaben erhält, ist es dennoch in der Lage, typische Sprachfähigkeiten zu entwickeln, wenn es hochwertiger visueller Sprache ausgesetzt ist. Hörtechnologien können auch verwendet werden, um Zugang zur gesprochenen Sprache zu gewähren, obwohl die Qualität dieses Zugangs von Person zu Person unterschiedlich ist.

#### Methoden
Zu den Kommunikationsmethoden, die bei gehörlosen Kindern eingesetzt werden, können Lautsprache, Gebärdensprache, Systeme oder Philosophien wie Cued Speech, Signing Exact English und andere Formen manuell kodierter Sprache sowie Philosophien und Techniken wie Simultankommunikation oder Totalkommunikation gehören. Gebärdensprachen können dem Kind vollen Zugang zur Sprache verschaffen, stellen für die Familie jedoch eine Herausforderung dar, wenn sie eine neue Sprache erlernen möchte. Manuell kodierte Sprachsysteme sowie Philosophien wie Simultankommunikation oder Totalkommunikation sind stärker an die in der Region verwendete Lautsprache gebunden und daher in der Regel leichter für Menschen zu erlernen, deren Muttersprache die in der Region gesprochene Sprache ist. Diese Methoden weisen jedoch möglicherweise nicht dieselben linguistischen Merkmale wie natürliche Sprachen auf, beispielsweise in Bezug auf Morphologie, Phonologie, Syntax und Semantik.
Kinder, deren Eltern sich für Lautsprache entscheiden, können Hörtechnologie nutzen, um Lautsprache zu erhalten, und werden ermutigt, eine Sprachtherapie zu besuchen, um an ihren sprachlichen Ausdrucksfähigkeiten zu arbeiten, sodass sie sprechen und Sprache hören. Medizinische Fachkräfte könnten bei diesen Personen, wenn sie dazu aufgefordert werden, eine Cochlea-Implantation durchführen, oder Audiologen könnten das Restgehör testen und Hörgeräte verschreiben. Diese Methode wird häufig von Familien verwendet, die zu Hause Lautsprache verwenden und Gebärdensprache nicht lernen können oder wollen. Moderne Forschungen zeigen, dass diese Methode sehr unterschiedliche Ergebnisse liefert, da viele Hintergrundfaktoren den Erfolg dieser Methode beeinflussen, wie der sozioökonomische Status der Familie, der Wohnort, die Beschäftigung der Eltern, die Qualität des Sprachmodells zu Hause und das Restgehör des Kindes.

#### Code-Switching
Indem der visuellen und auditiven Sprache des Kindes von Geburt an die gleiche Priorität eingeräumt wird, erhalten Kinder alle Möglichkeiten und Werkzeuge, um Sprache zu entwickeln. Wenn Kinder heranwachsen und erwachsen werden, ziehen sie möglicherweise von Natur aus eine Modalität der anderen vor, entwickeln aber in beiden nützliche Fähigkeiten. Code-Switching ermöglicht es zweisprachigen Personen, alle Vorteile jeder Sprache zu nutzen, die sie beherrschen. Insbesondere für gehörlose und schwerhörige Kinder legt eine solide Sprachgrundlage in einer Gebärdensprache gepaart mit einer gesprochenen (oder geschriebenen) Sprache den Grundstein für spätere Lese- und Schreibfähigkeiten. In einer Studie mit gehörlosen und hörenden Personen stellten Psychologen fest, dass gehörlose Kinder gehörloser Eltern am besten im Code-Switching waren. Im Gegenzug hatten gehörlose Kinder hörender Eltern mehr Probleme mit der Fähigkeit zum Code-Switching und der Kommunikation unter verschiedenen Bedingungen. Der Hörstatus der Eltern und das Alter, in dem das Kind der Sprache ausgesetzt ist, wirken sich auf die Fähigkeit gehörloser Kinder zum Code-Switching aus. Gehörlosen Kindern fehlen während der frühen Sprachentwicklung möglicherweise die Kenntnisse oder die Gewandtheit in einer der beiden Sprachen, sie üben jedoch immer noch Code-Switching-Aktivitäten aus, bei denen sie zwischen Gebärdensprache und Englisch hin- und herwechseln, um zu kommunizieren. Code-Switching von der gesprochenen Sprache ist für gehörlose Kinder schwierig. Lexikalische Entlehnungen und Code-Switching finden zwischen Gebärdensprache und gesprochener Sprache statt. Lexikalisch ist es ähnlich wie Entlehnungen und gesprochene Sprache ähnlich wie Code-Switching.

#### Konflikte und Kontroversen
Es gab viele Konflikte und Kontroversen bezüglich der Sprachmodalität für gehörlose und schwerhörige Kinder. Wenn festgestellt wird, dass ein Kind gehörlos oder schwerhörig ist, wird dies normalerweise mithilfe eines Hörtests in einer medizinischen Einrichtung beurteilt. Die ersten Personen, mit denen die Eltern interagieren, nachdem der Hörstatus ihres Kindes festgestellt wurde, können großen Einfluss haben. Die Joint Commission on Infant Hearing empfiehlt, dass Fachkräfte, die mit Familien gehörloser Kleinkinder arbeiten, den Eltern unvoreingenommene, umfassende Informationen geben sollten, um sie bei den zu treffenden Entscheidungen zu unterstützen. Eine systematische Voreingenommenheit gegenüber Gehörlosigkeit, bekannt als Audismus, kann sich darauf auswirken, welche Informationen und Beratung Eltern erhalten. Wenn ein gehörloses Kind die entsprechenden frühen Benchmarks für die zuerst gewählte Kommunikationsmethode oder -modalität nicht erfüllt, ist es wichtig, zusätzliche oder andere Methoden in Betracht zu ziehen, um Sprachverzögerungen oder, in extremen Fällen, Sprachdeprivation zu vermeiden.

### Frühzeitige Intervention
Frühintervention ist eine der wichtigsten Methoden zur Vorbeugung von Sprachverlust. Ein Hauptschwerpunkt von Frühinterventionsprogrammen und -diensten für gehörlose und schwerhörige Kinder ist die Sprachentwicklung. Frühinterventionisten können in den frühen, entscheidenden Jahren des Spracherwerbs mit der Familie zusammenarbeiten. Frühintervention kann viele Formen annehmen und hängt normalerweise davon ab, wo die Familie lebt. In den Vereinigten Staaten bietet die Schule für Gehörlose in dem Bundesstaat, in dem die Familie lebt, wahrscheinlich Programme und Ressourcen an. Andere Dienste können vom Staat selbst, nationalen Programmen und Bildungszentren bereitgestellt werden. Diese Dienste können aus staatlichen und bundesstaatlichen Mitteln finanziert werden. Unabhängige Organisationen wie die National Association of the Deaf und die American Society for Deaf Children in den Vereinigten Staaten und die National Deaf Children's Society in London können zusätzliche Ressourcen und Unterstützung bereitstellen.

#### Gehörloser Mentor
Kinder, deren Eltern den Weg der Gebärdensprache wählen, können von Gebärdensprachvorbildern, beispielsweise einem gehörlosen Mentor, profitieren. Gehörlose Mentoren sind für das Kind ein Vorbild, das es vielleicht nirgendwo sonst sieht, und sie sind ein Sprachvorbild für die ganze Familie. Gehörlose Mentoren können Eltern dabei helfen zu verstehen, wozu ihr gehörloses Kind fähig ist, und hohe Erwartungen an das Kind stellen, damit es sein Potenzial ausschöpft. Bei der Arbeit mit einem gehörlosen Mentor nimmt die Familie normalerweise zusätzlich zur Arbeit mit dem Mentor an Gebärdenkursen teil und beteiligt sich an Veranstaltungen der Gehörlosengemeinschaft. Alle, auch das Kind, lernen gemeinsam die Gebärdensprache und nutzen ihre Fähigkeiten, um miteinander zu kommunizieren, wobei der Mentor als muttersprachliches Sprachvorbild die Beherrschung der Sprache erleichtert.

#### Erfolg einer frühen Intervention
Für den Erfolg einer Frühintervention muss das Team kooperativ sein. Mitglieder des Frühinterventionsteams können Pädagogen und Mediziner, Therapeuten (Sprache, Ergotherapie, Physikalische Therapie, Psychotherapie), Spezialisten (Sehen, Hören/Taubheit, Familiendynamik und Kinästhetik), der Audiologe, ein Sozialarbeiter, der Interventionist und die Familie sein. Auch ein gehörloser Mentor kann als wichtiges Mitglied des Teams einbezogen werden. Frühinterventionisten können auch zu Hause mit der Familie arbeiten, indem sie Spiele, Sprach- und Kommunikationsunterricht und -aktivitäten durchführen, Strategien vermitteln, beim Etablieren von Routinen und Disziplinierungsmethoden helfen usw. Hausbesuche sind eine Möglichkeit für eine Frühintervention, aber angesichts des breiten Spektrums der angebotenen Dienstleistungen ist diese nicht auf das Zuhause beschränkt. Der geografische Standort der Familie beeinflusst aufgrund der Entfernung die verfügbaren Dienste und Ressourcen, aber virtuelle Interventionsmaßnahmen haben geholfen, diese Herausforderung zu bewältigen.
Frühzeitiges Eingreifen hat auch dazu beigetragen, Sprachverlust durch Hörscreening bei Neugeborenen zu verhindern. Bevor allgemeine Hörscreenings kurz nach der Geburt in Krankenhäusern eingeführt wurden, wurde der Hörstatus vieler gehörloser Kinder erst Jahre nach der Geburt festgestellt, wenn die sprachlichen Meilensteine noch nicht erreicht wurden. Zum Zeitpunkt der Feststellung war das Kind bereits zurückgeblieben. Hörscreenings bei Neugeborenen unterstützen die Früherkennung und ermöglichen es Fachleuten, die Sprachentwicklung des Kindes auf Kurs zu halten.

### Gesetzgebung
Eine weitere Möglichkeit, Sprachmangel zu verhindern, besteht in der Gesetzgebung, die Standards für den Sprachzugang in der Gehörlosenbildung vorgibt. Weltweit gibt es eine Reihe von Gesetzen und Richtlinien, die sich mit dem Thema Sprachmangel befassen. Weitere damit zusammenhängende Gesetze in den Vereinigten Staaten, die sich auf Sonderpädagogik einschließlich Gehörlosenbildung konzentrieren, sind nationale Gesetze wie der Americans with Disabilities Act (ADA), der Individuals with Disabilities Education Act (IDEA) und der Rehabilitation Act von 1973.

#### LEAD-K
Ein aktuelles Beispiel für eine staatliche Gesetzgebung in den Vereinigten Staaten ist LEAD-K (Language Equality & Acquisition for Deaf Kids). LEAD-K ist von Staat zu Staat unterschiedlich, da jeder Staat für die Ausarbeitung seiner eigenen Version des Gesetzesentwurfs verantwortlich ist. Der Hauptschwerpunkt von LEAD-K ist die vollständige Sprachentwicklung in Englisch, ASL oder beiden, um die Schulreife zu fördern und Sprachmangel vorzubeugen. Bis zum 5. August 2019 haben zwölf Staaten das LEAD-K-Gesetz verabschiedet. Der Mustergesetzentwurf für LEAD-K fordert fünf Maßnahmen:
1. Erstellen Sie eine Ressource für den informellen Gebrauch durch Eltern, um die Sprachentwicklung ihrer gehörlosen oder schwerhörigen Kinder zu dokumentieren. Diese Ressource basiert auf Meilensteinen für die Entwicklung spezifischer Sprachen und Englischkenntnisse.
2. Stellen Sie Pädagogen eine ähnliche Ressource zur Verfügung, die nicht durch LEAD-K erstellt, sondern aus aktuellen Methoden ausgewählt wird.
3. Verteilen Sie die Ressourcen für Eltern und Erzieher an die entsprechenden Personen und Organisationen und rüsten Sie diese Empfänger für deren Nutzung aus.
4. Machen Sie die Teams des Individualized Education Program (IEP) und des Individual Family Service Plan (IFSP) für die Fortschritte bei der Sprachentwicklung des Kindes verantwortlich.
5. Ein Beratungsausschuss soll die Mustergesetze und die Anforderungen an seine Zusammensetzung skizzieren, um die Bildung eines ausgewogenen, sachkundigen und vielfältigen Teams zu gewährleisten.[52]

##### Kontroversen
LEAD-K stieß auf Widerstand seitens der American Speech-Language-Hearing Association (ASHA) und der American Cochlear Implant Alliance (ACIA). Beide Gruppen veröffentlichten Stellungnahmen zu ihren Bedenken hinsichtlich der Wahl der Sprachmodalität durch die Eltern für ihr Kind. Sie argumentierten, dass eine solche Gesetzgebung sich negativ auf die Leistungen auswirken könnte, die das Kind im Rahmen des IDEA erhält. Die ACIA argumentierte auch, dass es an Beweisen dafür mangele, dass ASL allen Kindern mit Hörverlust zugute käme. Die ASHA äußerte ihre Besorgnis darüber, dass Eltern möglicherweise nicht über alle möglichen Optionen informiert würden und dass die Richtlinie eine Sprachmodalität allen anderen vorziehe. LEAD-K reagierte auf diese Bedenken, indem sie ihr Engagement dafür bekräftigten, dass gehörlose und schwerhörige Kinder altersgerechte sprachliche Meilensteine erreichen, unabhängig von der von den Eltern gewählten Sprache, und dass sie nicht eine Sprachmodalität einer anderen vorziehen würden.
Eine bemerkenswerte Überarbeitung kam durch eine Zusammenarbeit zwischen LEAD-K und der Alexander Graham Bell Association zustande, einer Gruppe, die sich traditionell nur auf Lautsprachen spezialisiert hat. Diese beiden traditionell verfeindeten Gruppen konnten eine Einigung erzielen, indem sie sich auf den gemeinsamen Wunsch konzentrierten, gehörlosen und schwerhörigen Kindern die gleichen Möglichkeiten zum Spracherwerb zu bieten wie ihren hörenden Altersgenossen und die Verbreitung genauer und ausgewogener Informationen zu fördern.

## Pädagogische Überlegungen

### Allgemeine Bildung
Eine Bildungsmöglichkeit für gehörlose oder schwerhörige Schüler ist die allgemeine Bildung, auch Mainstreaming genannt. Bei dieser Methode werden Schüler, die Sonderpädagogik benötigen, ihren Fähigkeiten entsprechend in einen allgemeinen Unterricht integriert. Der Individuals with Disabilities Education Act (IDEA) schreibt die Einzelheiten dieser Integration vor. IDEA schützt Schüler, die normalerweise am Sonderunterricht teilnehmen, indem es ihnen das Recht einräumt, dieselben Bildungseinrichtungen wie ihre Mitschüler zu nutzen. Der Schüler hat auch ein Recht auf die von der Schule bereitgestellten Unterkünfte und Dienste, die er braucht, um am allgemeinen Unterricht teilnehmen zu können. Die Bedürfnisse, Dienste und Ziele des Schülers werden in seinem Individualized Education Plan (IEP) detailliert beschrieben. Alle gehörlosen und schwerhörigen Schüler haben ein Recht darauf, gemeinsam mit ihren Mitschülern am allgemeinen Unterricht an ihrer örtlichen Schule teilzunehmen, aber es hängt von dem Einzelnen ab, ob diese Option für ihn am besten geeignet ist.

#### Unterbringung im Klassenzimmer
Bei gehörlosen Schülern gilt Taubheit als eine Behinderung mit geringer Inzidenz. Das bedeutet, dass in einer Klasse mit lauter „hörenden“ Kindern möglicherweise ein gehörloses Kind ist, was zu einzigartigen Barrieren führen kann. So können Lehrer und Schüler im allgemeinen Bildungsbereich beispielsweise die Gebärdensprache nicht beherrschen, was erhebliche Kommunikations- und kulturelle Barrieren für soziale Interaktion, Freundschaft und Lernen mit sich bringt. Hilfsmittel wie Gebärdensprachdolmetscher, Echtzeitübersetzung (CART) oder ein FM-System können bei einigen dieser Probleme helfen, sie werden jedoch immer vorhanden sein. Diese Hilfsmittel dienen dazu, den Zugang zu verbessern, aber für Schüler, die im allgemeinen Bildungsbereich Gebärdensprache verwenden, wird die Kommunikation indirekt sein, da sie über den Dolmetscher erfolgt. Es besteht immer das Risiko von Missverständnissen und selbst mit diesen Hilfsmitteln werden das Lernen und die sozialen Interaktionen ein Hindernis darstellen.
Studierende, die Hörtechnologie und Lautsprache verwenden, können unterstützt werden, indem man den Hintergrundlärm im Klassenraum reduziert, in der Nähe des Lehrers sitzt und die Sprecher der Klasse zugewandt sind und einzeln sprechen. Wenn diese Bedingungen nicht gegeben sind, kann das Lernen schwierig sein.

### Bilingual-bikulturelle Erziehung
Gehörlose Kinder, die nicht früh mit Gebärdensprache in Berührung kommen, laufen Gefahr, bei Schulbeginn nicht auf die Anforderungen des akademischen Lernens vorbereitet zu sein. Diese unterschiedlichen Herausforderungen für den schulischen Fortschritt gehörloser Kinder sind nicht auf jene beschränkt, die mit ihrer Sprache in Berührung kommen. Hier kann eine Bildungsphilosophie namens Bilingual-bikulturelle (Bi-Bi) Methode gehörlosen Schülern von Nutzen sein.
Dieser Ansatz hielt in den späten 1980er Jahren in den USA, Dänemark und Schweden Einzug in die Schulen. In den USA soll das ASL/English Bi-Bi-Programm gehörlosen Schülern den akademischen Erfolg erleichtern und ihnen Bildung vermitteln, indem ihnen Gebärdensprache als erste Sprache und anschließend eine geschriebene oder gesprochene Sprache (wie Englisch) als zweite Sprache beigebracht wird. Außerdem bieten staatliche Schulen speziell für Gehörlose Zugang zur Gehörlosenkultur – ein einzigartiger Aspekt, der im allgemeinen Bildungssystem nicht vermittelt wird. Durch den Bi-Bi-Ansatz können gehörlose Schüler mehrere kulturelle Identitäten entwickeln: eine basierend auf ihrem Hörstatus und andere basierend auf der ihrer Familie oder der lokalen Mehrheitskultur.
Diese Methode zielt darauf ab, gehörlosen und schwerhörigen Schülern Unterricht in Gebärden- und Schriftsprachen zu bieten und sie sowohl mit der Gehörlosenkultur als auch mit anderen kulturellen Kontexten vertraut zu machen, d. h. mit der weiteren Kultur der Region oder des Landes. Bi-Bi betont, dass gehörlose Kinder visuell lernen und Bildung über eine visuelle Sprache erfolgen sollte. Befürworter von Bi-Bi argumentieren, dass der Zugang zur Gebärdensprache aufgrund der unterschiedlichen Ergebnisse bei Cochlea-Implantaten und Hörgeräten entscheidend sei, um zu verhindern, dass gehörlose und schwerhörige Kinder Ungleichheiten in der Bildung erfahren. Da es sich jedoch um eine Methode mit zweisprachigem Schwerpunkt handelt, wird der Schriftform der mehrheitlich gesprochenen Sprache der gleiche Wert beigemessen. Gehörlose und schwerhörige Schüler haben ein Recht auf dieselben akademischen Inhalte wie ihre Mitschüler und auf Lese- und Schreibkompetenz.